# Іванов Георгій Іванович
Георгій Іванович Іванов (рос. Георгий Иванович Иванов; нар. 1912, Новочеркаськ, Російська імперія — пом. 1943, Північний Кавказ, СРСР) — російський радянський футболіст, захисник та півзахисник.

## Життєпис
У футбол розпочав грати в 1928 році в рідному Новочеркаську в клубній команді СТС. Пізніше виступав за Новочеркаськ і горлівське «Динамо». З 1936 по 1940 рік виступав за сталінградський «Трактор». У 1941 році, разом із відомою трійкою нападників «Трактора»: Проценко - Пономарьов - Проворнов, перейшов у команду «Профспілки-1», за яку встиг зіграти два матчі. З перших днів війни потрапив на фронт, де загинув у 1943 році.

## Позиція на полі та стиль гри
Виступав на позиції центрального захисника і центрального півзахисника. Швидкий, жорсткий в єдиноборствах, вміло вів боротьбу за верхові м'ячі, відрізнявся націленими передачами. Вважався одним з найкращих у передвоєнні роки центральних захисників країни.
Ось як згадував про Іванові старший тренер сталінградського «Трактора» Юрій Ходотов:
|  | Прекрасний атлет, високий, стрункий, сильний, він був в команді «королем повітря». Його вміння боротися за верхові передачі з нападниками противника перед воротами було дуже цінним. Окрім цього, Іванов, як ніхто інший, вмів довгими націленими передачами надіслати м'яч зі своєї зони на фланги, на хід своїм крайнім нападникам |

## Статистика

### Клубна
| Команда                | Сезон   | Чемпіонат | Чемпіонат | Чемпіонат | Кубок | Кубок | Загалом | Загалом |
| Команда                | Сезон   | Рів.      | Матчі     | Голи      | Матчі | Голи  | Матчі   | Голи    |
| ---------------------- | ------- | --------- | --------- | --------- | ----- | ----- | ------- | ------- |
| «Дзержинець-СТЗ»       | 1936    | IV        | 2*        | 0*        | 3     | 0     | 5*      | 0*      |
| «Трактор» (Сталінград) | 1937    | IV        | 10        | 0         | 2     | 0*    | 12      | 0*      |
| «Трактор» (Сталінград) | 1938    | I         | 18        | 0         | 0     | 0     | 18      | 0       |
| «Трактор» (Сталінград) | 1939    | I         | 21        | 0         | 1     | 0     | 22      | 0       |
| «Трактор» (Сталінград) | 1940    | I         | 18        | 0         | —     | —     | 18      | 0       |
| «Трактор» (Сталінград) | Загалом | Загалом   | 67        | 0         | 3     | 0*    | 70      | 0*      |
| «Профспілки-1»         | 1941    | I         | 2         | 0         | —     | —     | 2       | 0       |
| Загалом                | Загалом | Загалом   | 71        | 0*        | 6     | 0*    | 77      | 0*      |

Примітки: позначкою * відзначені колонки, дані в яких ймовірно неповні.